# Aux postes de combat
Pour plus de détails, voir Fiche technique et Distribution.
Aux postes de combat (titre original : The Bedford Incident) est un film anglo-américain réalisé par James B. Harris et sorti en 1965.

## Synopsis
Durant la guerre froide, peu après l'affaire de Cuba, un capitaine de destroyer de la Marine américaine (Finlander, interprété par Richard Widmark) traque un hypothétique sous-marin de la Marine soviétique au large du Groenland dans le GIUK. Finlander, aussi autoritaire qu'individualiste, secondé par « l'un des meilleurs capitaines de la Kriegsmarine » (Schrepke, interprété par Eric Portman) travaillant désormais pour l'OTAN, dirige un équipage efficace mais au bord de la rupture. Dans le but d'effectuer un reportage, un journaliste (Munceford, interprété par Sidney Poitier) est héliporté à bord du destroyer.

## Fiche technique
- Titre : Aux postes de combat
- Titre d’origine : The Bedford Incident
- Réalisateur : James B. Harris
- Scénario : James Poe
- Musique : Gerard Schurmann
- Photographie : Gilbert Taylor
- Montage : John Jympson
- Genre : Guerre
- Durée : 102 minutes
- Dates de sortie : 
  - États-Unis : 11 octobre 1965 (Connecticut), 2 novembre 1965 (New York)
  - Royaume-Uni : 14 octobre 1965 (Londres)
  - France : 25 mars 1966
- Affiche : Roger Soubie (France)

## Distribution
- Richard Widmark (VF : Michel Gatineau) : le capitaine Finlander
- Sidney Poitier (VF : William Sabatier) : Ben Munceford
- James MacArthur (VF : Pierre Fromont) : Ralston
- Martin Balsam (VF : Michel André) : Dr Chester Potter
- Eric Portman (VF : Howard Vernon) : Schrepke
- Michael Kane (VF : Michel Gudin) : le commandant en second Buck Allison
- Phil Brown (VF : Pierre Leproux) : le chef de l'infirmerie James McKinley
- Brian Davies (VF : Jean-Pierre Duclos) : le lieutenant Beckman
- Gary Cockwell (VF : Serge Lhorca) : le lieutenant Bascombe
- Wally Cox (VF : Hubert De Lapparent) : Merlin Queffle
- Donald Sutherland : l'aide-soignant Neney

## Commentaires
Ce film a été produit par Richard Widmark dans l'esprit de Docteur Folamour, contre tous ceux qui durant la guerre froide souhaitaient l'affrontement avec l'URSS. Il compose un capitaine mégalomane. Le réalisateur James B. Harris a précédemment travaillé sur plusieurs films de Stanley Kubrick, dont Docteur Folamour, qui présente certaines similarités : déclenchement d'une attaque contre l'URSS ; présence de premier plan d'un collaborateur du régime nazi. La différence réside principalement dans le traitement du sujet : Harris a opté pour une approche réaliste, contrairement à Kubrick qui avait choisi le registre de la comédie. En effet, à cette époque les sous-marins soviétiques transportaient une torpille doté d'une charge nucléaire et avaient la possibilité tactique de la lancer s'ils étaient attaqués et en danger de destruction (voir l'histoire du B-59 lors de la crise de Cuba). Cette hypothèse est d'ailleurs envisagée à la fin du film.
Le film est encore en noir et blanc, ce qui pour l'époque est un peu en retard, mais c'est sans doute un choix délibéré, le procédé accentuant la dramatisation.
Le film a été principalement tourné au Shepperton Studios (UK) et partiellement tourné à Malte au Malta Film Facilities